# Lorius hypoinochrous
Lorius hypoinochrous là một loài chim trong họ Psittacidae.